# معبد الدكة

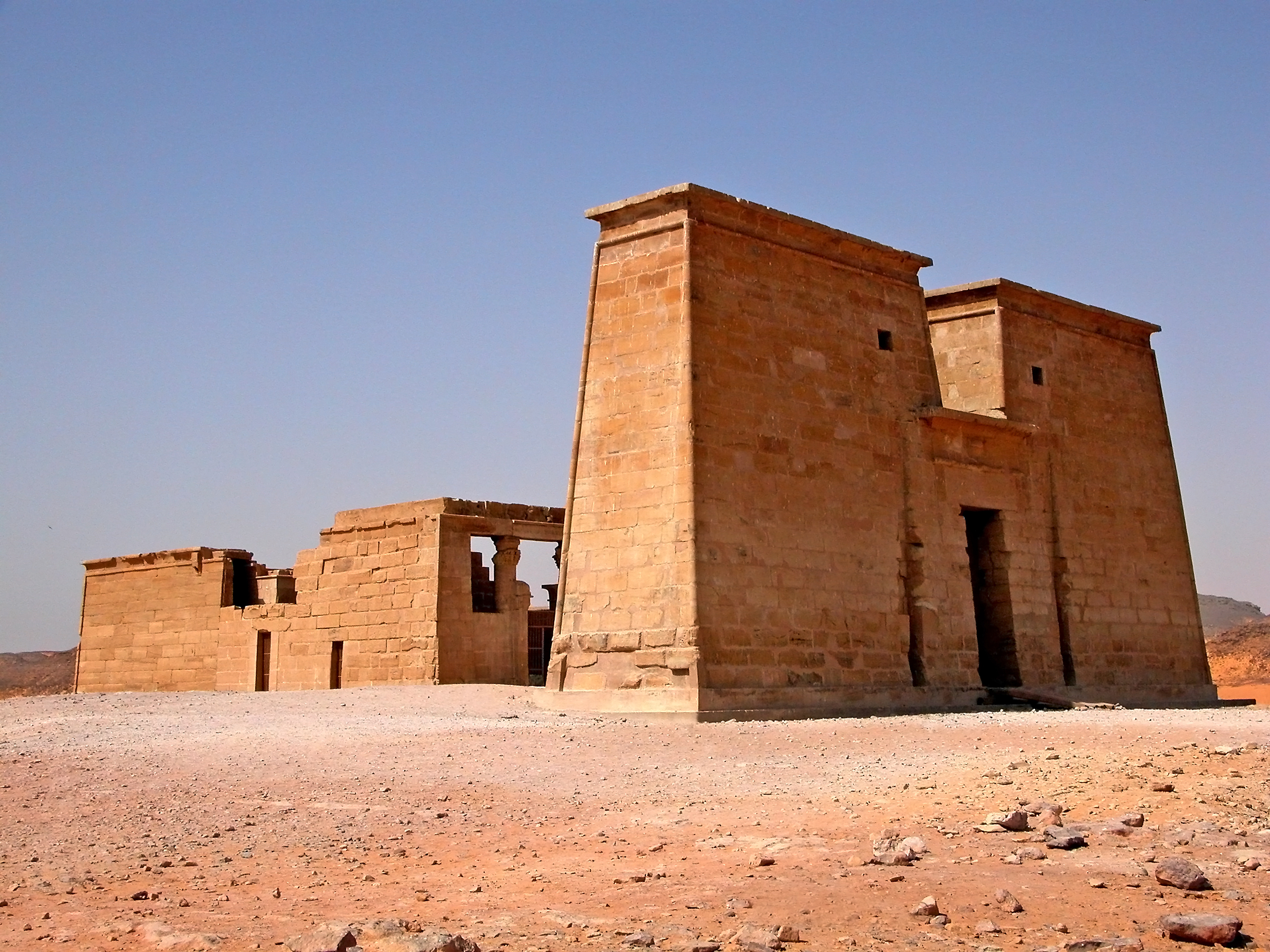
معبد الدكة في النوبة

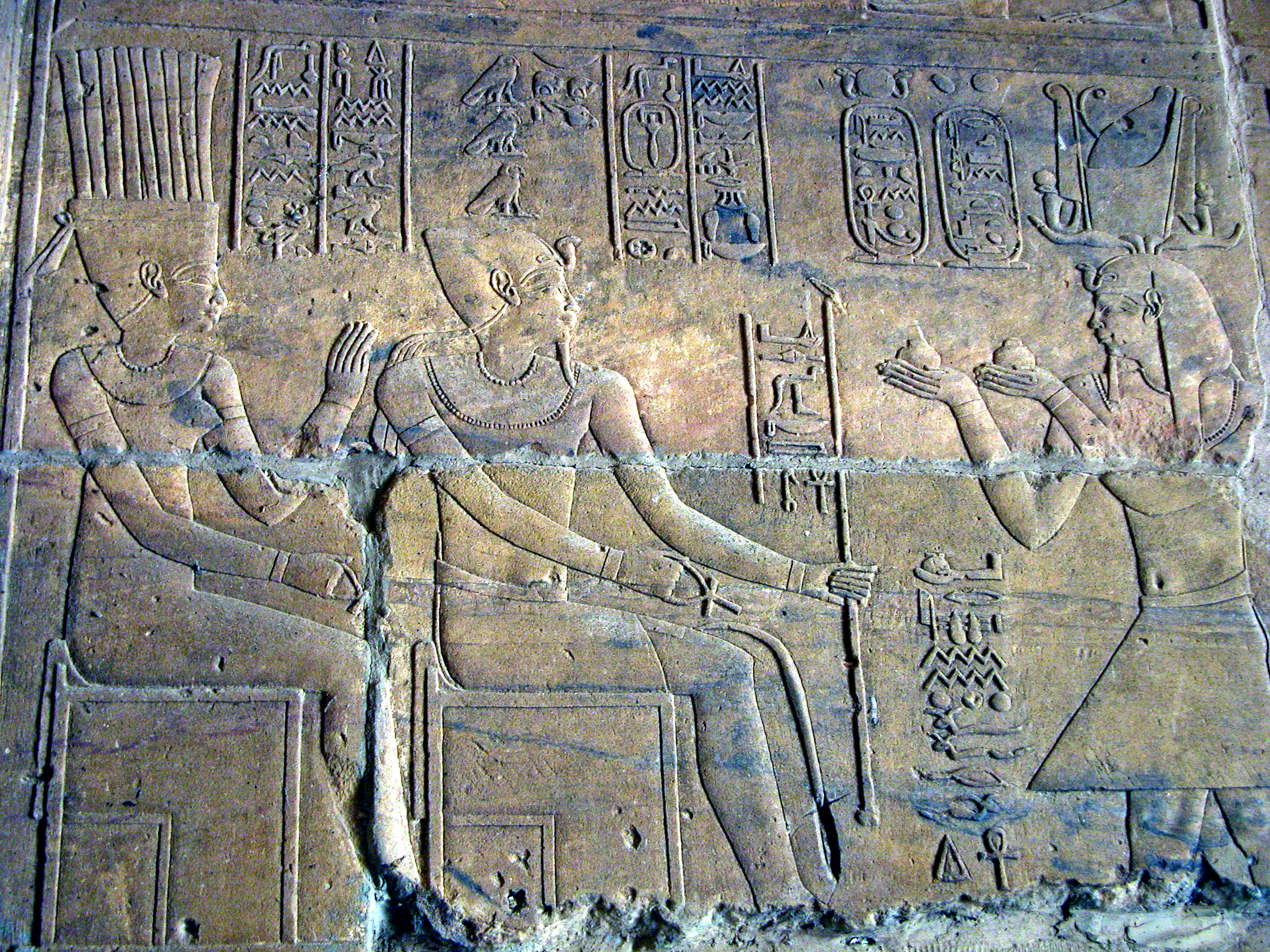
رسم يمثل الملك الكوشى أركمانى يقدم القرابين إلى الآلهة

الدكة معبد يقع في النوبة السفلى و هو معبد روماني يوناني مخصص لعبادة الإله المصري القديم تحوت إله الحكمة. بدأ إنشاء المعبد في القرن الثالث قبل الميلاد بأمر من الملك المروي أرقماني بالتعاون مع الملك بطليموس الرابع الذي أضاف البوابة. قام بعدها الملك بطليموس التاسع بتوسيع المعبد بإضافة بهو الأعمدة بصفين وربما ثلاثة صفوف من الأعمدة. وخلال الحكم الرومانى لمصر قام الإمبراطور أغسطس وتيبريوس بتوسعة المعبد بإضافة حوائط داخلية وخارجية. حول معبد الدكة إلى حصن في عهد الرومان وإحاطته بحائط دفاعى بطول 270 متر وعرض 444 متر ومدخل على النيل.
يوجد رسوم لأبقار قدمت كقربان للإله تحوت. بالرغم من تقارب معبد الدكة معمارياً من معبد وادى السبوع إلا أنه لا يحتوى على بهو أبو الهول، ولكن الـصرح الأمامى للمعبد في حالة جيدة.
انهار معبد الدكة بين عامى 1908 و1909 وم أليساندرو بارسانتى بإعادة بناؤه.

## نقل المعبد
خلال عملية إنشاء السد العالى نقل المعبد وركب في وادى السبوع. خلال عملية النقل اكتشفت أحجار ترجع إلى عصر تحتمس الثالث وسيتى الأول ومرنبتاح والتي يرجح أنها لبناء أنشئ في عصر الدولة الحديثة. المدخل الأمامى للمعبد حالياً منفصل عن باقى أجزاء المعبد نتيجة لفقدان عدد من الحوائط الداخلية.